# Kisgyalán
Kisgyalán là một thị trấn thuộc hạt Somogy, Hungary. Thị trấn này có diện tích 9,41 km², dân số năm 2010 là 191 người, mật độ 20 người/km².